# Dichaetomyia taveuniana
Dichaetomyia taveuniana är en tvåvingeart som beskrevs av Adrian C. Pont och Neal L. Evenhuis 2006. Dichaetomyia taveuniana ingår i släktet Dichaetomyia och familjen husflugor.
Artens utbredningsområde är Fiji. Inga underarter finns listade i Catalogue of Life.